# Miramar Rangers
Miramar Rangers Football Club es un club de fútbol del suburbio de Miramar, en Wellington (Nueva Zelanda), de ahí su nombre. 
Participa en la Central Premier League neozelandesa, liga que ganó en 1997, 2006, 2008, 2011, 2013 y 2014. Además posee cuatro títulos en la Copa Chatham, conseguidos en los años 1966, 1992, 2004 y 2010. Fue uno de los clubes protagonistas de los últimos años de la ya extinta Liga Nacional, consagrándose campeón en las ediciones de 2002 y 2003. En 2004 fue uno de los clubes fundadores de la franquicia Team Wellington, representante de la capital del país en la ASB Premiership.
Es uno de los equipos donde surgen destacados jugadores neozelandeses, entre ellos se pueden nombrar a Tim Brown, Vaughan Coveny, Simon Elliott, Chris Killen y Wynton Rufer.

## Palmarés
- New Zealand National League (1): 2021
- Liga Nacional de Nueva Zelanda (2): 2002 y 2003.
- Copa Chatham (4): 1966, 1992, 2004 y 2010.
- Central Premier League (6): 1997, 2006, 2008, 2011, 2013 y 2014.